# Studzianki (Oblęgór)
Studzianki – część wsi Oblęgór w Polsce położona w województwie świętokrzyskim, w powiecie kieleckim, w gminie Strawczyn.
W latach 1975–1998 Studzianki administracyjnie należały do województwa kieleckiego.